# Charan Singh
Chaudhary Charan Singh (23 tháng 12 năm 1902 – 29 tháng 5 năm 1987) là Thủ tướng của Cộng hoà Ấn Độ, từ 28 tháng 7 năm 1979 đến 14 tháng 2 năm 1980. Các sử gia và người dân thường nhắc đến ông như nhà vô địch của nông dân Ấn Độ.'